# Versailles World Tour 2010 "Method of Inheritance"
Versailles World Tour 2010 "Method of Inheritance", es el nombre de la primera gira mundial que realizó la banda japonesa Versailles, para promover Jubilee, su segundo álbum de estudio. El cual se dividió en dos, «Apostoles» y «Jubilee», la primera los llevó por varias ciudades de Japón, y la segunda a recorrer Latinoamérica y Europa. La gira reunió a más de 20.000 fanes y terminó con un show realizado en el C.C. Lemon Hall en Tokio llamado: "Versailles World Tour 2010 “Method of Inheritance” -Grand Final- Chateau de Versailles"

## Mangas
- Manga 1: Method of Inheritance -APOSTLES-, Japón (12 presentaciones)
- Manga 2: Method of Inheritance -Jubilee-, Japón (2 presentaciones)
- Manga 3: Method of Inheritance -South America-, Sudamérica (5 presentaciones)
- Manga 4: Method of Inheritance -Europe-, Europa (11 presentaciones)
- Manga 5: Method of Inheritance -Arousal-, Japón (6 presentaciones)
- Manga 6: Method of Inheritance -Grand Finale-, Japón (1 presentación)

## Listas de canciones
| Manga 1 y 2 |
| --- |
| 1. «Sound in Gate» 2. «Prelude» 3. «God Palace» Interpretada desde el 13 de marzo de 2010 4. «The Red Carpet Day» 5. «Rosen Schwert» 6. «Ai to Kanashimi no Nocturne» (愛と哀しみのノクターン?) 7. «Beast of Desire» 8. «SILENT KNIGHT» solo el 13 de marzo, 18 y 30 de abril 9. «Amorphous» 10. «Prince» 11. «Interludio: «Drum Solo (Descendant of the Rose)» 12. «Reminiscence» 13. «Catharsis» 14. «SUZERAIN» solo el 9 de marzo 15. «Gekkakou» (月下香?) 16. «zombie» 17. «Shout & Bites» 18. «The Umbrella of Glass» 19. «After Cloudia» 20. «Princess» 21. «Serenade» 22. «Ascendead Master» 23. «History of the Other Side» solo el 2 de abril 1. en1.«Aristocrat's Symphony» 2. en2.«Sympathia» 3. «The Revenant Choir» |

| Manga 2 |
| --- |
| 1. «Sound in Gate» 2. «Prelude» 3. «God Palace» Interpretada desde el 13 de marzo de 2010 4. «The Red Carpet Day» 5. «Rosen Schwert» 6. «Ai to Kanashimi no Nocturne» (愛と哀しみのノクターン?) 7. «Beast of Desire» 8. «SILENT KNIGHT» solo el 13 de marzo 9. «Amorphous» 10. «Prince» 11. «Interludio: «Drum Solo (Descendant of the Rose)» 12. «Reminiscence» 13. «Catharsis» 14. «SUZERAIN» solo el 9 de marzo 15. «Gekkakou» (月下香?) 16. «zombie» 17. «Shout & Bites» 18. «The Umbrella of Glass» 19. «After Cloudia» 20. «Princess» 21. «Serenade» 22. «Ascendead Master» 23. «History of the Other Side» solo el 2 de abril 1. en1.«Aristocrat's Symphony» 2. en2.«Sympathia» 3. «The Revenant Choir» |

## Fechas
| Fecha                   | Ciudad           | País         | Lugar                   |
| ----------------------- | ---------------- | ------------ | ----------------------- |
| Japón                   |                  |              |                         |
| 28 de febrero de 2010   | Yokohama         | Japón        | Sunphonix Hall          |
| 5 de marzo de 2010      | Nagoya           | Japón        | Bottom Line             |
| 7 de marzo de 2010      | Okayama          | Japón        | Image                   |
| 9 de marzo de 2010      | Koube            | Japón        | Varit.                  |
| 11 de marzo de 2010     | Matsuyama        | Japón        | Salon Kitty             |
| 13 de marzo de 2010     | Fukuoka          | Japón        | Drum Be-1               |
| 14 de marzo de 2010     | Kagoshima        | Japón        | Sr Hall                 |
| 16 de marzo de 2010     | Kioto            | Japón        | Muse                    |
| 21 de marzo de 2010     | Niigata          | Japón        | Club Riverst            |
| 22 de marzo de 2010     | Kanazawa         | Japón        | VanVan V4               |
| 2 de abril de 2010      | Sendai           | Japón        | Darwin                  |
| 4 de abril de 2010      | Sapporo          | Japón        | Kraps Hall              |
| 18 de abril de 2010     | Osaka            | Japón        | Midou Kaikan            |
| 30 de abril de 2010     | Tokio            | Japón        | JCB Hall                |
| Latinoamérica           |                  |              |                         |
| 4 de junio de 2010      | São Paulo        | Brasil       | Espaço de Eventos Hakka |
| 6 de junio de 2010      | Santiago         | Chile        | Teatro Teletón          |
| 9 de junio de 2010      | Buenos Aires     | Argentina    | La Trastienda           |
| 11 de junio de 2010     | Lima             | Perú         | Discoteca Voce          |
| 13 de junio de 2010     | Ciudad de México | México       | Circo Volador           |
| Europa                  |                  |              |                         |
| 26 de junio de 2010     | Oslo             | Noruega      | Kongressenter           |
| 27 de junio de 2010     | Moscú            | Rusia        | Tochka                  |
| 29 de junio de 2010     | Helsinki         | Finlandia    | Tavastia Klubi          |
| 30 de junio de 2010     | Islington        | Reino Unido  | O2 Academy              |
| 2 de julio de 2010      | Barcelona        | España       | Sala Apolo              |
| 3 de julio de 2010      | Montpellier      | Francia      | Le Rockstore            |
| 6 de julio de 2010      | Ámsterdam        | Países Bajos | Bitterzoet              |
| 7 de julio de 2010      | Colonia          | Alemania     | The Werkstatt           |
| 9 de julio de 2010      | Hamburgo         | Alemania     | Knust                   |
| 11 de julio de 2010     | Budapest         | Hungría      | Diesel Club             |
| 13 de julio de 2010     | París            | Francia      | Trabendo                |
| Japón                   |                  |              |                         |
| 19 de julio de 2010     | Kawasaki         | Japón        | Club Citta              |
| 10 de agosto de 2010    | Nagoya           | Japón        | Bottom Line             |
| 13 de agosto de 2010    | Fukuoka          | Japón        | Drum-Be1                |
| 19 de agosto de 2010    | Osaka            | Japón        | Big Cat                 |
| 22 de agosto de 2010    | Sendai           | Japón        | Darwin                  |
| 27 de agosto de 2010    | Sapporo          | Japón        | cube garden             |
| 4 de septiembre de 2010 | Tokio            | Japón        | Shibuya C.C. Lemon Hall |